# Mengyue Xiang
Mengyue Xiang (kinesiska: 勐约, 勐约乡) är en socken i Kina. Den ligger i provinsen Yunnan, i den sydvästra delen av landet, omkring 480 kilometer väster om provinshuvudstaden Kunming. Antalet invånare är 7 482. Befolkningen består av 3 590 kvinnor och 3 892 män. Barn under 15 år utgör 23,0 %, vuxna 15-64 år 71 %, och äldre över 65 år 4,0 %.
Genomsnittlig årsnederbörd är 1 577 millimeter. Den regnigaste månaden är juli, med i genomsnitt 440 mm nederbörd, och den torraste är januari, med 4 mm nederbörd.